# Středokluky
Středokluky (en allemand : Stredokluk) est une commune du district de Prague-Ouest, dans la région de Bohême-Centrale, en Tchéquie. Sa population s'élevait à 1 207 habitants en 2020.

## Géographie
Středokluky se trouve à 6 km au nord-nord-ouest de Hostivice, à 9,5 km à l'est-sud-est de Kladno et à 14 km à l'ouest-nord-ouest de Prague.
La commune est limitée par Čisovice au nord, par Tuchoměřice à l'est, par Kněževes au sud, et par Dobrovíz, Běloky et Makotřasy à l'ouest.

## Histoire
La première mention écrite de la localité date de 1316.

## Transports
Par la route, Středokluky se trouve à 11 km de Kladno, à 13 km de Hostivice et à 22 km du centre de Prague.